# نسبة المخاطر إلى المنافع
نسبة المخاطر والمنافع هي نسبة مخاطر اتخاذ إجراء إلى فوائدها المحتملة. تحليل المخاطر والمنافع هو التحليل الذي يسعى إلى تحديد المخاطر والمنافع وبالتالي نسبتها.
تحليل المخاطر يمكن أن يعتمد بشكل كبير على العامل البشري. مستوى معين من المخاطر في حياتنا يمكن تقبله عند الضرورة لتحقيق فوائد معينة. على سبيل المثال، قيادة السيارات هو خطر يواجهه معظم الناس يوميا، أيضا لأنه يتم تخفيفه من قبل عامل السيطرة على تصورهم لقدرتهم الفردية لإدارة الوضع المؤدي للخطر. وعندما يتعرض الأفراد لمخاطر غير طوعية (وهي مخاطر لا يسيطر عليها)، فإنهم يجعلون العزوف عن المخاطرة هدفهم الأساسي. وفي ظل هذه الظروف، يحتاج الأفراد إلى احتمال أن يكون الخطر أصغر بألف مرة من نفس الوضع تحت سيطرتهم المتصورة (ومن الأمثلة البارزة على ذلك التحيز المشترك في تصور الخطر في الطيران مقابل القيادة).